# Мирмидони
Мирмидоните или Мирмидонците (на гръцки: Μυρμιδόνες) са митично ахейско племе от остров Егина. Според някои митове те произлези от Мирмидон, син на Зевс и Евримедуза. Според друг мит след като островът бил обезлюден от страшна чума, Зевс, по молба на Еак, превърнал мравките в страната в човешки същества и затова новият народ започнал да се нарича мирмидонци (от гр. μύρμηξ, „мравки“). По време на Троянската война мирмидонците се сражават под водачеството на Ахил.
Съществува литературно отъждествяване на мирмидонците от древността със средновековните прабългари. В „Хронография“ на византийския летописец Йоан Малала пише: „пристигна с атридите и самси Ахил със своя собствена войска, наричани някога мирмидоняни, а сега българи, 3000 души“. За връзка на мирмидоните с българите се споменава и от Йоан Цеца, който пише: „и тогава всички пристигнаха в Авлида с кораби, и заедно с тях Ахил, синът на Пелей и на Тетида, дъщерята на философа Хирон, водейки войска от хуни-българи-мирмидонци на брой две хиляди и петстотин“. През 11-ти век Михаил Аталиат нарича народа рус мирмидонци.
Според византолога Андрю Иконому, това са умишлени сравнения на античните езичници мирмидони със средновековни варвари, предназначени да неглижират подвизите им пред средновековните християни и в крайна сметка да заличат спомена за тях.